# Ladeira da Montanha

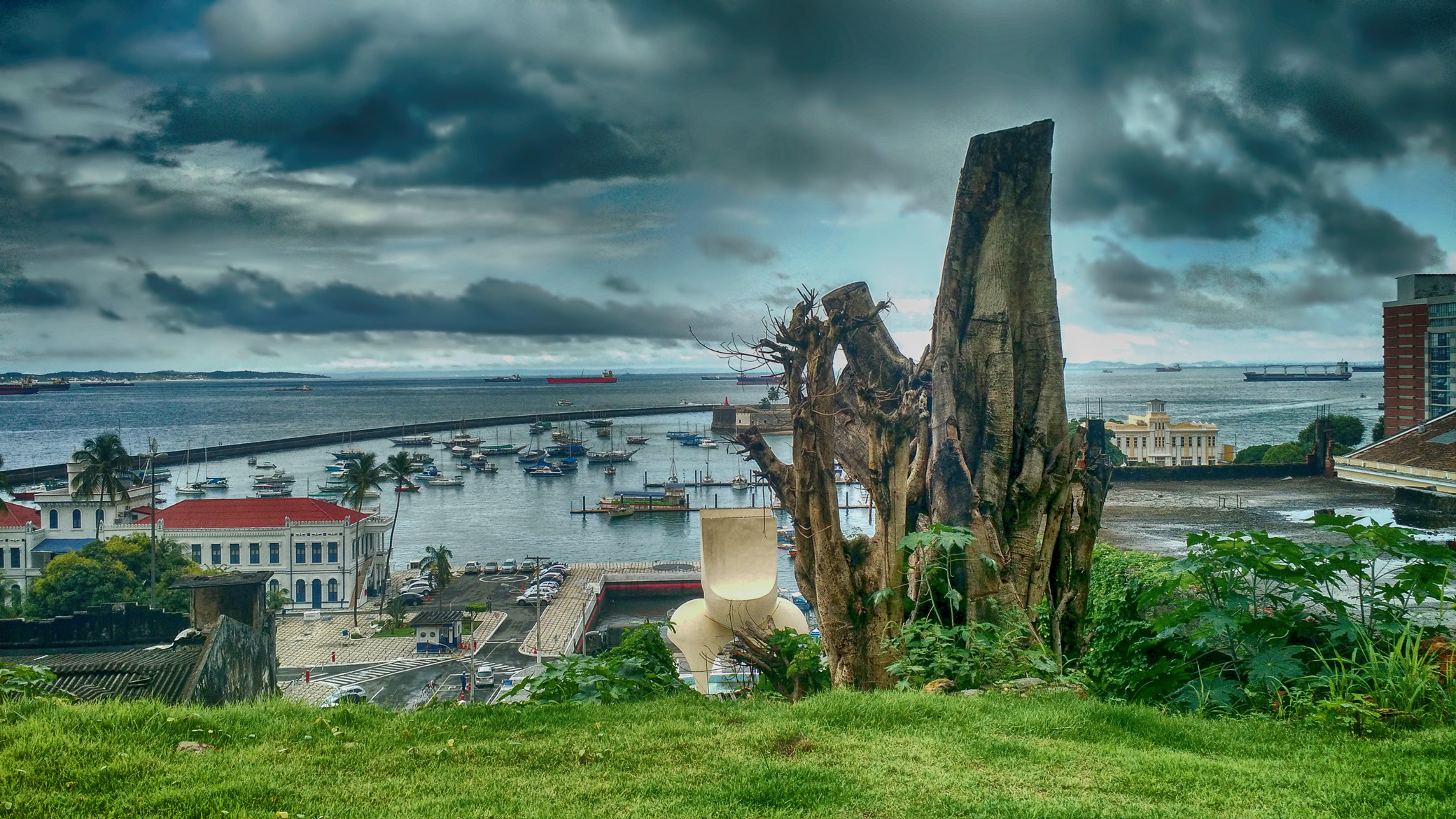
Vista da Cidade Baixa na Ladeira da Montanha.

A Ladeira da Montanha é uma via pública da cidade de Salvador, capital do estado brasileiro da Bahia, construída no século XIX para permitir o acesso viário entre a Cidade Baixa e a Cidade Alta.

## Histórico
A Ladeira foi escavada na rocha, com extensão de 661,9 metros ligando a então "rua do Ourives" ao "Largo do Teatro" (atual Praça Castro Alves, onde ficava localizado o Teatro São João). Foi idealizada na administração do Barão Homem de Melo - e em cuja homenagem a via pública fora batizada - embora o nome popular seja o mais conhecido. Foi inaugurada em 1885.

## Localização
Principal via de acesso viário entre o Comércio e a Cidade Alta, a Ladeira tem sobre si o Elevador Lacerda. O sentido do tráfego é, em mão única, da parte baixa para a alta.
Começa no entroncamento da rua Corpo Santo com a rua Pinto Martins, no Comércio. Na sua parte inicial ramifica-se na Ladeira da Misericórdia, que dá acesso à Praça da Sé e, na final, recebe a Ladeira da Conceição da Praia, até confluir com a Praça Castro Alves, a rua do Sodré, rua Carlos Gomes e a Avenida Sete de Setembro.

## Prostituição

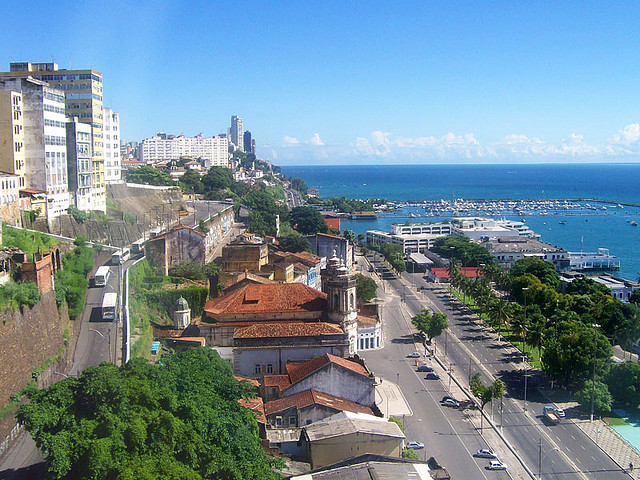
A Ladeira da Montanha (esquerda) ao lado da Avenida Contorno (direita).

O local, dada sua proximidade com o Porto, é antiga zona de prostituição, do chamado "baixo meretrício". Dela se registra que "Em 2000, a Companhia de Desenvolvimento da Região Metropolitana de Salvador (Conder) registrava 125 ladeiras em Salvador. Mas nenhuma com o nome e a tradição tão fortes como a Montanha." e "Poucos são os logradouros onde os relatos de noites de diversão com muito glamour são separados por menos de 30 anos do faroeste que leva ao consumo de crack no meio da rua. Nenhum endereço reflete tão bem a oscilação de apogeu e queda, como se fossem as ruínas de uma Sodoma devastada por um natural êxodo urbanístico."

## Revitalização
Ante o quadro de degradação, em janeiro de 2009 o presidente da Fundação Gregório de Matos, Antônio Lins de Albuquerque, declarou que uma das metas de sua gestão será a recuperação da área, com a edificação, na Ladeira da Montanha, do "Teatro Municipal de Salvador".